# Agent*In
Agent*In (Akronym für Anti-Gender-Networks-Information) war ein Online-Lexikon, das Informationen über Netzwerke, Organisationen und Personen sammelte und bereitstellte, welche die Autoren dem Antifeminismus bzw. Anti-Genderismus zurechneten. Es wurde im Juli 2017 veröffentlicht und hatte nach eigenen Angaben 180 Mitarbeiter, die sich „wissenschaftlich, theoretisch und aktivistisch“ mit „Antifeminismus“ beschäftigten. Ehrenamtliche Initiatoren und Mitglieder der Redaktion waren die Soziologen Elisabeth Tuider, Henning von Bargen und Andreas Kemper. Die Website wurde vom Gunda-Werner-Institut der Heinrich-Böll-Stiftung betrieben.
Vor allem wegen ihrer Artikel über Einzelpersonen stieß die Plattform auf breite Kritik. Seit dem 4. August 2017, knapp drei Wochen nach dem Start, war das Netzwerk nach eigenen Angaben „vorübergehend offline“. Am 4. November 2017 erklärte die Heinrich-Böll-Stiftung ihren Ausstieg und gab bekannt, sie werde das Wiki nicht fortführen.

## Historie
Die Website ging am 17. Juli 2017 mit rund 500 Einträgen, davon ca. 177 zu Personen, online. Die Heinrich-Böll-Stiftung beschrieb Agent*In zur Veröffentlichung als „ein kritisches Online-Lexikon zu Antifeminismus“, das ein „gemeinsames Projekt des Gunda-Werner-Instituts in Zusammenarbeit mit einer Gruppe von feministischen Autor*innen“ sei. Gleichzeitig mit Agent*In wurde eine zusammen mit der Rosa-Luxemburg-Stiftung erstellte  Broschüre „Gender raus!“ Zwölf Richtigstellungen zu Antifeminismus und Gender-Kritik veröffentlicht. Laut Böll-Stiftung ergänzten sich Lexikon und Broschüre gegenseitig.
Anfang August 2017 wurden zahlreiche kritische Kommentare in Zeitungen und Online-Portalen veröffentlicht. Die Inhalte des Online-Lexikons waren ab dem 4. August 2017 nicht mehr aufrufbar. Ein Text informierte, dass die Seite derzeit überarbeitet und erweitert werde, um sie verständlicher und vielfältiger zu machen. Die „gewählte Form“ habe „die gesellschaftspolitische Auseinandersetzung zu Antifeminismus überlagert.“ Die Böll-Stiftung teilte in einer Stellungnahme am 7. August 2017 mit, das Projekt sei „in Abstimmung mit der Redaktion“ vom Netz genommen worden.
Laut FAZ-Blogger Rainer Meyer soll es über die Versionsverwaltung des Online-Lexikons möglich gewesen sein, die Entwürfe der Artikel und die Nicknamen der Autoren einzusehen. In Summe hätte dies 7.000 Einträgen entsprochen, die seit dem 15. Dezember 2015 getätigt wurden. Man habe erkennen können, dass die Mehrheit der Artikel unter dem Nicknamen „Andreas Kemper“ angelegt worden sei.

## Zielsetzung und Arbeitsweise
Die Website Agent*In wollte nach eigenen Angaben über Ideologien, Kampagnen, Organisationen und Personen informieren, die von den Autoren dem Antifeminismus zugerechnet wurden. Diese Personen wurden in Kategorien eingeordnet, „z. B. als maskulistisch, antifeministisch, ultrakatholisch oder rechtspopulistisch“. Es sollten Einflussnahmen auf die Politik in Deutschland aufgezeigt werden. Journalisten, Aktivisten, Multiplikatoren sowie Bildungseinrichtungen sollte die Möglichkeit eröffnet werden, mittels eigener Recherche die entsprechenden Zusammenhänge hinsichtlich der beteiligten Personen, Parteien und Organisationen zu erkennen.
Die Redaktion bestand aus den Soziologen von Bargen, Kemper und Tuider. Die Artikel selbst würden von einer Gruppe ehrenamtlich tätiger Autoren verfasst, die der Redaktion namentlich bekannt seien, deren Identitäten jedoch nicht bekanntgegeben wurden. Unterstützt wurden diese durch Honorarkräfte.
Agent*In basierte technisch auf der Software MediaWiki als Content-Management-System.

## Kritik
Wenige Tage nach Freischaltung schlug sich die mediale Wahrnehmung der Agent*In-Webseiten in einer Vielzahl von Berichten und Kommentaren nieder. Das Angebot stieß auf negative Kritik auf verschiedenen gesellschaftlichen und politischen Ebenen.
Bernd Matthies, Redakteur des Tagesspiegels, bezeichnete in einer Glosse die Plattform als „denunziatorische Liste von Organisationen und Namen“, die sich „wie eine Art Verfassungsschutzbericht der Gender-Szene“ lese. Er bezeichnete es als ideologisch motivierten Trick, von „rechtsextremen Fanatikern über streitbare Konservative bis zu Liberalen, die lediglich die Gendertheorie für Unfug halten“, alles in den Sack „Anti-Feminismus und Gender-Kritik“ zu stecken und gleich zu prügeln: „genderkritisch gleich homophob gleich antifeministisch gleich pfui“.
Henryk M. Broder beschrieb in einem Gastkommentar in der Welt die Plattform als „Webseite, auf der ‚antifeministische‘ Personen denunziert werden“ sowie als „skurriles Dossier“ und Massendenunziation von Menschen, die lediglich andere Meinungen verträten als die Verfasser.
Milena Zwerenz von ze.tt, der Onlineplattform der Zeit für junge Leser, bemängelte den geringen Informationsgehalt des Angebots. Das Online-Lexikon werfe mehr Fragen auf, als Antworten zu geben. Es löse „selbst bei denen, die Antifeminismus und Homophobie bekämpfen wollen, einen merkwürdigen Beigeschmack“ aus.
Carolina Schwarz (Die Tageszeitung) kritisierte das Fehlen von Fakten und transparenten Arbeitsweisen. Das Projekt habe einfache Muster seiner Gegner übernommen und es den Kritikern leicht gemacht: „solche Listen zu erstellen, ist sonst eher von Rechten bekannt“. Die Antifeminismus-Liste ziehe „den Vorwurf des ‚Online-Prangers‘ auf sich“.
Das Jugendmagazin Vice bezeichnete das Projekt zwar als „unfein und undifferenziert“ aufgebaute „Bäh-Liste […] für Menschen und Organisationen, deren kleinster gemeinsamer Nenner traditionelle Geschlechterrollen sind“, es sei aber auch eine „Plattform“ für „das Problem Anti-Feminismus“: „Vielleicht nicht auf die feinste, aber sicherlich auch nicht wirklich auf denunziatorische Art“.
Laut Kathleen Hildebrand, Redakteurin der Süddeutschen Zeitung, zielt Agent*In durchaus darauf ab, „dass Vertreter antifeministischer Positionen nicht mehr zufällig in den Medien zu Wort kommen, sondern möglichst erst, nachdem sich ein Journalist über sie auf agentin.org informiert“ habe. Sie stellte auch einen Bezug zum antifeministischen Portal WikiMANNia her, das ein „Hetzportal“ sei, dessen Betreiber anonym bleiben und „sich rechtlicher Verfolgung, etwa wegen Beleidigung, entziehen“. Die Autoren von Agent*in verzichteten hingegen auf hetzerische Sprache. Während die Macher ihr Werk nur als Reaktion auf eine Dynamik sähen, „mit der sich Debatten über Geschlechterfragen in den vergangenen Jahren im Internet radikalisiert haben“, könne man Agent*In auch als Teil der Dynamik betrachten.
„Hier steht, wer alles doof ist“, titelte Spiegel-Online-Kolumnistin Margarete Stokowski und meinte: „Es ist nicht gut, Listen von Menschen nach politischer Gesinnung anzulegen. Siehe: Weltgeschichte.“ Ihre Schlussfolgerung: „So kämpft man nicht für Gleichberechtigung.“
Thomas Assheuer (Die Zeit) erinnerte daran, dass „nach der Ermordung Hanns-Martin Schleyers im Spätsommer 1977 konservative Medien eine Hexenjagd auf linke Netzwerke und Sympathisanten eröffneten“. Damals habe auf deren Liste „der Name des Schriftstellers Heinrich Böll ganz oben“ gestanden. Böll habe schon das Auflisten von Namen als Denunziation empfunden. Man könne verstehen, so Assheuer, dass den Betreibern des Online-Lexikons der Kragen geplatzt sei „nach all dem Anti-Gender-Hass, der ihnen aus dem rechten Dunstkreis täglich entgegenquillt“. Manche, die sich nun über die grüne „Inquisition“ empörten, seien selbst begnadete Dauerdenunzianten. Dennoch sei die Liste eine Kapitulation. „Listen sind eine Spezialität der Rechten. Man muss ihnen nicht alles nachmachen.“
Unter der Überschrift „Heinrich Böll würde sich für seine Stiftung schämen“ kritisierte Matthias Iken, stellvertretender Chefredakteur des Hamburger Abendblatts, Agent*In. Seiner Meinung nach paarten „die Agent*innen […] erschreckende Humorlosigkeit mit einem stasihaften Verfolgungswahn“. Indem Journalisten wie Martenstein, Kissler und Matussek aufgelistet würden, werde die Botschaft gesendet: „Passt auf, liebe Journalist*en, was ihr schreibt. Sonst kommt ihr auf unsere Liste.“ Für junge Journalisten könne ein Eintrag wie ein Berufsverbot wirken. Iken kritisierte weiterhin das tagelange Schweigen der Böll-Stiftung zu den Vorwürfen.
Michael Prüller schrieb in der Presse zum Ende von Agent*in, dass vielleicht das Auflisten eines antifeministischen Agentennetzes zu deutlich offenbart habe, dass die Akteure in diesem Eck von Gendertheorie und Feminismus eben doch nicht die Sozialwissenschaftler seien, die sie zu sein vorgäben, sondern eben auch nur Ideologen: Anti-Antifeministen.
In einem Kommentar für die Neue Zürcher Zeitung befand Claudia Schwartz, dass das Projekt mit dem Ziel einer „persönlichen Beschädigung des politischen Gegners“ eine „Grenze demokratischer Auseinandersetzung“ überschritten habe. Andererseits habe Agent*in sinnvolle öffentliche Debatten über Denunziationspraktiken im Internet angestoßen.

## Reaktionen von Agent*In-Redaktion und Böll-Stiftung
Henning von Bargen wies gegenüber der Süddeutschen Zeitung den Vorwurf des Prangers und der Diffamierung zurück. Das Wiki richte sich an Menschen, die wissen wollten, „welche Gruppen und Personen antifeministische Positionen verbreiten wie die, dass die ‚Gender-Ideologie‘ Ehe und Kernfamilie abschaffen wolle. Oder dass Feminismus gleichzusetzen sei mit Männerhass“.
Gegenüber dem Neuen Deutschland rechtfertigte er die vielfach kritisierte Einbeziehung von Harald Martenstein. Martenstein habe sich in der Vergangenheit abwertend gegenüber Gender-Forschung und Gender Mainstreaming positioniert. So habe er Gender-Forschung als „Antiwissenschaft“ bezeichnet.
Der Vorstand der Heinrich-Böll-Stiftung entschuldigte sich jedoch in einer Stellungnahme am 7. August 2017 infolge der vorgebrachten Kritik: „Die öffentlich und intern geübte Kritik am Format der ‚Agent*In‘ hat uns deutlich gemacht, dass dieser Weg nicht geeignet ist, die gesellschaftspolitische Auseinandersetzung zu Antifeminismus zu führen. Wir bedauern sehr, dass durch die gewählte Form manche an antidemokratische Methoden erinnert werden und entschuldigen uns bei denjenigen, die sich möglicherweise persönlich verletzt fühlen.“ Man werde „Ziele und Format sowie die Zusammenarbeit mit dem Netzwerk und die Wirkung der „Agent*in“ kritisch hinterfragen, zeitnah intern beraten und die öffentliche Debatte führen“. Solange ruhe das Projekt.
In einem Interview mit der taz argumentierte Kemper im August, danach gefragt, warum auch Journalisten aus linksliberalen Medien genannt wurden, dass das Wort „Antiwissenschaft“ für Gender ein solcher Journalist erfunden habe und die Rechten es freudig aufgegriffen hätten.
Am 4. November 2017 erklärte die Heinrich-Böll-Stiftung ihren „endgültigen Ausstieg“ aus dem Wiki und gab ihre Entscheidung bekannt, das Projekt nicht fortzuführen. Stattdessen würden „in der Auseinandersetzung mit Rechtspopulismus und Angriffen auf feministische und gleichstellungspolitische Errungenschaften zukünftig andere Formate der politischen Bildungsarbeit“ genutzt und neu entwickelt.
Am 9. November 2017 schrieb das Portal queer.de: „Nachdem der Fall monatelang ‚intern beraten‘ wurde, hat die Böll-Stiftung jetzt entschieden, das Projekt endgültig zu beenden.“ Kemper kündigte an: „Wir werden das Projekt nun in einer überarbeiteten Form fortsetzen.“ Er kritisierte, dass die Redaktion an der Entscheidung nicht beteiligt worden sei.

## Diskursatlas Antifeminismus
Im April 2018 ging ohne Beteiligung der Heinrich-Böll-Stiftung das Nachfolgeprojekt Diskursatlas Antifeminismus online. Das Wiki ist eine Weiterentwicklung von Agent*In. Initiator und Verantwortlicher ist Andreas Kemper, der auch als Einziger namentlich auftritt. Katja Thorwarth schrieb in der Frankfurter Rundschau: „Das Autorenteam hielt dabei an der Idee eines Online-Nachschlagewerkes nach dem Vorbild von Wikipedia fest.“ Selbstgesetztes Ziel sei es, über Diskursstrategien antifeministischer Gruppen aufzuklären. Finanziert wird er laut Andreas Kemper „aus eigener Tasche“.